# Lepajan edwardsi
Lepajan edwardsi là một loài nhện trong họ Anyphaenidae.
Loài này thuộc chi Lepajan. Lepajan edwardsi được Antonio D. Brescovit miêu tả năm 1997.